# Julien Josselin
Pour les articles homonymes, voir Josselin.
Julien Josselin (connu sous le pseudonyme de Julfou) est un vidéaste web, comédien, scénariste, musicien, producteur et réalisateur français né le 29 juin 1990.

## Biographie
Julien Josselin, né le 29 juin 1990, passe son enfance en Bretagne à Dinard. Jeune, il a déjà la passion des vidéos et déclare à ce sujet : « Quand j'étais gamin, je tournais déjà des films en 8 mm avec mon père ».
Il passera par la suite un BTS Audiovisuel puis une licence de cinéma qu'il a obtenu à l'université Rennes-II et ce qui lui permettra de devenir monteur dans l'émission Morandini ! où il travaillait avec Bertrand Chameroy.
Avant d'intégrer Golden Moustache et Suricate, Julien Josselin a créé une chaîne sur Dailymotion en 2010 et YouTube en 2011 avec quelques amis du lycée intitulée « Klougs » où ils réalisent de petits sketchs.
Il a ensuite décidé de faire ses propres sketches, tout seul chez lui, devant sa caméra, sous le pseudonyme de « Julfou » et qu'il coécrit maintenant avec Valentin Vincent, autre auteur chez Golden Moustache. Ces vidéos gagnant en popularité sur YouTube, il participe au Zapping Amazing en janvier 2012.
En 2015, il co-scénarise et interprète un rôle principal dans Les Dissociés, un film produit par Golden Moustache et diffusé sur W9.
À partir de 2017, il est le chanteur et guitariste du groupe de punk-rock Kawaii Bukkake avec lequel il se produit notamment au Bataclan lors de la soirée "Punk Mon Tube, vol.2" le 15 décembre 2018, puis au Hellfest en 2019 puis en 2022 où le groupe fait ses adieux.

## Filmographie
Sauf indication contraire, les informations mentionnées dans cette section peuvent être confirmées par les bases de données cinématographiques IMDb et Allociné,  présentes dans la section « Liens externes ».

### Cinéma
- 2015 : Les Dissociés de Suricate : Ben
- 2019 : Chambre froide de Swann Périssé : Jean
- 2019 : L'alien de noël, de Emy LTR : Adam
- 2021 : Phone Story, de Cyprien Iov : Paulo
- 2022 : Skip, de Julien Josselin
- 2022 : La femme objet, de Julien Josselin : Camille
- 2023 : L'histoire racontée par des chaussettes, le film de Yacine Belhousse et Dédo.

### Séries télévisées
- 2011 : Palmashow
- 2014 : Ma pire angoisse, épisode 13 de la saison 1 Le stagiaire : Julien (le stagiaire)
- 2017 : Hero Corp, saison 5 : Jean
- 2018 : Les Emmerdeurs : Lucien

### Web-séries
- 2011 - 2013 : Le Golden Show de Davy Mourier, Monsieur Poulpe et François Descraques
- 2013 - 2015 : Suricate
- 2015 : Super Crayon de Mathieu Sommet, vidéo dédiée aux victimes de l'attentat contre Charlie Hebdo
- 2016 : Dead Floor de François Descraques et François Uzan
- 2015 - 2017 : Reboot de Davy Mourier : Rimbaud
- 2020 : Joueur du Grenier, 11 ans de JDG : Chevalier de Sarcasland

### Clips musicaux
- 2024 : Doigts de Métal de Ultra Vomit
- 2025  : TIKAWAHUKWA de Ultra Vomit

## Publications

### Bandes dessinées
- 2022 : Trousse Boy (Tome 1), coscénarisé avec Valentin Vincent et dessiné par Grelin  (ISBN 2344033289)
- 2023 : Trousse Boy (Tome 2), coscénarisé avec Valentin Vincent et dessiné par Grelin[9]